# Nikétasz Khóniatész

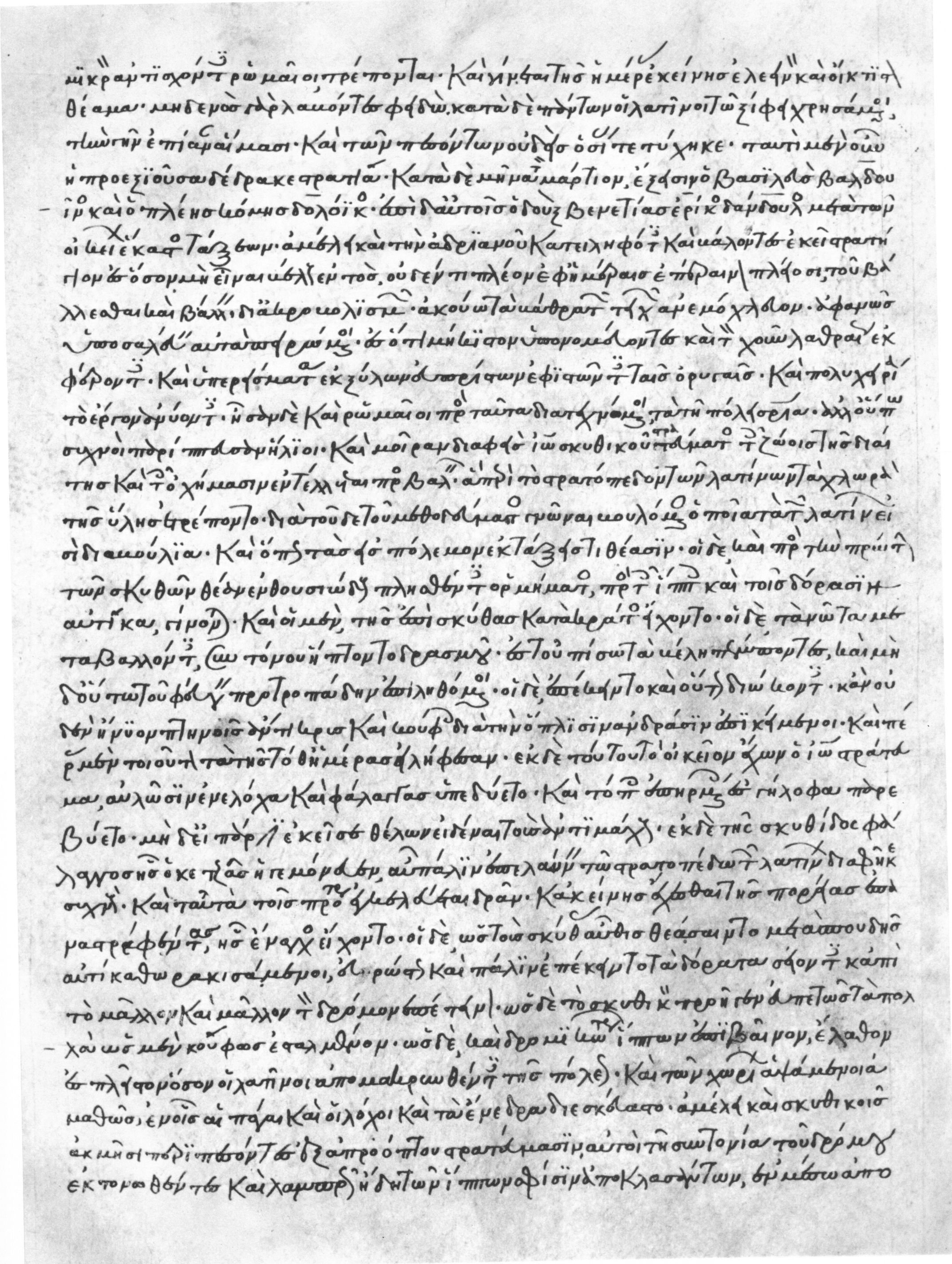
Nikétasz Khóniatész történeti munkája az 1286-ban írt kéziratban Oxford, Bodleian Library, MS. Roe 22, fol. 440v

Nikétasz Khóniatész (görögül: Νικήτας Χωνιάτης; Kolosszai, kb. 1155 – Nikaia, 1217) bizánci történetíró és tisztségviselő. Korábban tévesen szerepelt vezetékneveként az Akominatosz név. Fő művében feljegyezte a Bizánci Birodalom 1118 és 1206 közötti történelmét, valamint a korabeli magyar–görög kapcsolatok fontosabb eseményeit is.

## Élete
Kis-ázsiai nemesi családból származott, Konstantinápolyban kiváló nevelésben részesült. 1182-től állami szolgálatba került. Főleg II. Iszaakiosz császár uralkodása idején (1185–1195) viselt magas tisztségeket. Konstantinápoly kifosztása (1204) után Nikaiába menekült. 1207-től I. Theodórosz nikaiai császár udvarához tartozott, bár jelentősebb politikai szerepet már nem töltött be.

## Munkássága
Gazdag irodalmi tevékenységet hagyott hátra: egy költeménye mellett teológiai, retorikai írásai és szónoklatai maradtak ránk. Legjelentősebb műve a Khroniké diégészisz (Krónikás elbeszélés) című történeti munkája, amelyen az 1180-as évek elejétől egészen haláláig dolgozott, de befejeznie még így sem sikerült. A mű – amely 1118-tól 1206-ig tárgyalja a bizánci történelmet – többszöri javításon és átdolgozáson ment keresztül, ezért egy rövidebb és egy bővebb megfogalmazású változata is létezik. Khoniatész az eseményeket az egyes császárok uralkodása szerint csoportosította. Munkájához forrásként mások (pl. Jóannész Kinnamosz) művei mellett, főleg saját tapasztalatait és személyes értesüléseit használta fel, néhol pedig értékesített levéltári iratokat is.
A mű a 12. századi bizánci történelem mellett a korabeli magyar–bizánci kapcsolatok egyik legjelentősebb görög forrása is. Khoniatész az 1118–1176 közötti időszakra vonatkozóan zömmel kortársa, Kinnamosz tudósításait ismételte meg, de általában sokkal rövidebben, s mindössze néhány helyen egészítette ki azokat új adatokkal. A magyar történelemre vonatkozólag Khoniatész fő érdeme az, hogy 1176-tól más – kortárs – forrásból nem ismert információkat tartalmaz (pl. III. Béla király 1182–84-es bizánci hadjáratai, II. Iszaakiosz császár és Margit magyar hercegnő házassága, III. Béla király és Iszaakiosz szerémségi találkozója, az 1194. évi bolgárellenes szövetségkötésük stb.). Khoniatész két beszéde és egy lakodalmi költeménye is érinti a III. Béla kori magyar–bizánci kapcsolatokat. A magyarokat 'unnoi' (hunok), 'paiones' (pajonok) és 'ungroi' (ungrok) néven említi leginkább. Történelmi műve értékes információkat őrzött meg a bolgárok, szeldzsukok, besenyők és kunok történelméről is.